# Chyliny Leśne
Chyliny Leśne – część wsi Chyliny w Polsce, położona w województwie mazowieckim, w powiecie makowskim, w gminie Szelków.
W latach 1975–1998 Chyliny Leśne administracyjnie należały do województwa ostrołęckiego.